# Linford (Hampshire)
Pour l’article homonyme, voir Newtown Linford.
Linford est un hameau du district de  New Forest, dans le comté du Hampshire, en Angleterre.

## Vue d'ensemble
Linford se situe à environ 2,5 km à l'est de Ringwood, ville de marché, dans la paroisse civile d'« Ellingham, Harbridge et Ibsley ».